# Juego de las Estrellas de la Major League Soccer 2011

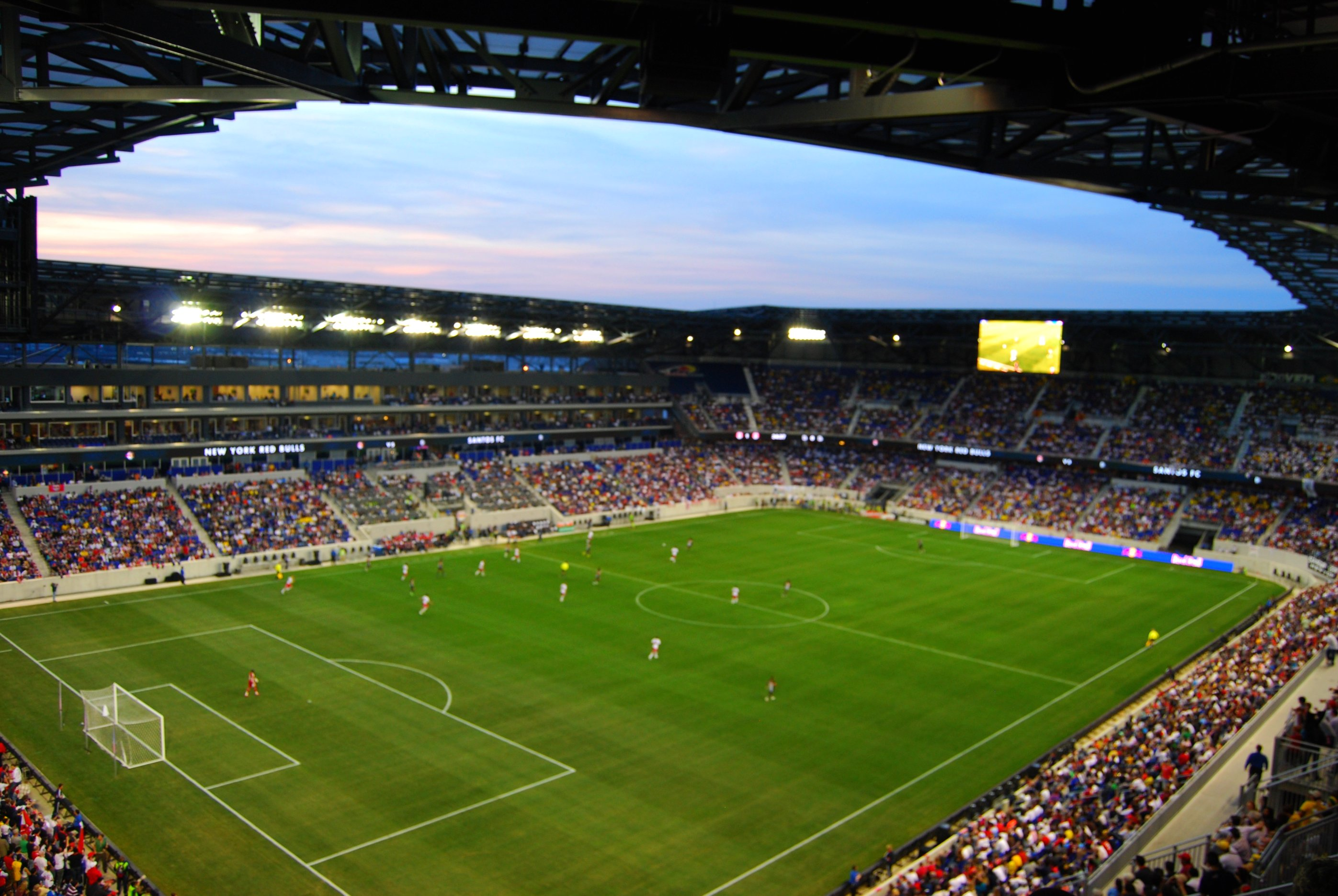
Red Bull Arena

El Juego de Estrellas de la Major League Soccer 2011 fue la 16.ª edición del Juego de Estrellas de la Major League Soccer, se jugó el 27 de julio de 2011 entre el Equipo de estrellas de la Major League Soccer contra el Manchester United de Inglaterra. El partido se jugó en el Red Bull Arena en Harrision, Nueva Jersey. El partido concluyó con un marcador a favor del Manchester United por 4-0.
| Bandera de Estados Unidos | vs. | Bandera de Inglaterra |
| Major League Soccer 0     | vs. | Manchester United 4   |

## El partido
| 1  | POR | Faryd Mondragón |  |
| 2  | DEF | Sean Franklin   |  |
| 15 | DEF | Tim Ream        |  |
| 4  | DEF | Jamison Olave   |  |
| 21 | MED | Shalrie Joseph  |  |
| 11 | MED | Brad Davis      |  |
| 12 | MED | Bobby Convey    |  |
| 23 | MED | David Beckham   |  |
| 99 | DEL | Omar Bravo      |  |
| 9  | DEL | Omar Cummings   |  |
| 14 | DEL | Thierry Henry   |  |
| DT | DT  | Hans Backe      |  |

| 1  | POR | Anders Lindegaard |  |
| 15 | DEF | Nemanja Vidić     |  |
| 3  | DEF | Patrice Evra      |  |
| 4  | DEF | Rio Ferdinand     |  |
| 5  | DEF | Phil Jones        |  |
| 16 | MED | Michael Carrick   |  |
| 8  | MED | Anderson          |  |
| 13 | MED | Park Ji-Sung      |  |
| 18 | MED | Ashley Young      |  |
| 9  | DEL | Dimitar Berbatov  |  |
| 10 | DEL | Wayne Rooney      |  |
| DT | DT  | Alex Ferguson     |  |

|  |

| Anotado | 20' | Anderson         |
| Anotado | 45' | Park Ji-Sung     |
| Anotado | 52' | Dimitar Berbatov |
| Anotado | 68' | Danny Welbeck    |

| Árbitro | Jair Marrufo |

| 1  | POR | Faryd Mondragón |  |
| 2  | DEF | Sean Franklin   |  |
| 15 | DEF | Tim Ream        |  |
| 4  | DEF | Jamison Olave   |  |
| 21 | MED | Shalrie Joseph  |  |
| 11 | MED | Brad Davis      |  |
| 12 | MED | Bobby Convey    |  |
| 23 | MED | David Beckham   |  |
| 99 | DEL | Omar Bravo      |  |
| 9  | DEL | Omar Cummings   |  |
| 14 | DEL | Thierry Henry   |  |
| DT | DT  | Hans Backe      |  |

| 1  | POR | Anders Lindegaard |  |
| 15 | DEF | Nemanja Vidić     |  |
| 3  | DEF | Patrice Evra      |  |
| 4  | DEF | Rio Ferdinand     |  |
| 5  | DEF | Phil Jones        |  |
| 16 | MED | Michael Carrick   |  |
| 8  | MED | Anderson          |  |
| 13 | MED | Park Ji-Sung      |  |
| 18 | MED | Ashley Young      |  |
| 9  | DEL | Dimitar Berbatov  |  |
| 10 | DEL | Wayne Rooney      |  |
| DT | DT  | Alex Ferguson     |  |

|  |

| Anotado | 20' | Anderson         |
| Anotado | 45' | Park Ji-Sung     |
| Anotado | 52' | Dimitar Berbatov |
| Anotado | 68' | Danny Welbeck    |

| Árbitro | Jair Marrufo |